# Альтрихтер, Петр
Пе́тр Альтрихтер (чеш. Petr Altrichter; род. 1951) — чешский дирижёр.
Учился в Остравской консерватории (в частности, у Йозефа Даниэля) и в Музыкальной академии имени Яначека в Брно. На протяжении трёх лет был ассистентом Вацлава Ноймана в Чешском филармоническом оркестре. В 1990—1992 гг. возглавлял в качестве главного дирижёра Пражский симфонический оркестр. Затем руководил оркестром Констанцской филармонии (с 1993) и Ливерпульским симфоническим оркестром (1997—2001), в 2002—2009 гг. возглавлял Филармонический оркестр Брно.